# Callback (película)
Callback es una película thriller de 2016 dirigida y producida por Carles Torras y rodada en Nueva York en inglés. Ganó la Biznaga de Oro en la 19.ª edición del Festival de Málaga y también la Biznaga de Plata al mejor guion y al mejor actor protagonista. Fue nominada a la novena edición de los Premios Gaudí en la categoría de mejor película en lengua no catalana.

## Sinopsis
El filme gira en torno a la rutina de un aspirante a actor que alterna su trabajo como mozo de mudanzas en la empresa Mudanzas Plata, con castings para anuncios. Desde el principio el protagonista, Larry, se revela como un tipo raro, pero a medida que avanza la trama se descubre hasta qué punto lo es y lo que puede llegar a hacer.

## Reparto
- Martin Bacigalupo como Larry
- Larry Fessenden
- Timothy Gibbs
- Lili Stein

## Premios
- 2016: Festival de Málaga: Mejor película, mejor guion y mejor actor protagonista (Bacigalupo).
- 2017: Premios Gaudí: Mejor película en lengua no catalana.
- Premio del Jurado en el Festival Internacional de Cine de Bruselas y los premios al mejor guion en los festivales de Toulouse y Marsella.
- Participó en los festivales de San Sebastián, Sitges, BFI London y Mar Plata.